# Нина Дударова
Нина Дударова (рус. Нина Александровна Дударова; 1903 — 1992) била је ромска песникиња, учитељица, писац и преводилац.

## Биографија
Рођена је 1903. у Санкт Петербургу, од мајке Ромкиње (која је била певачица и плесачица у ромском хору) и очуха Руса, који је Дударову одгајио као сопствено дете.
Након студија педагогије, 1925. године, придружила се тада недавно основаној Сверуској унији Рома у Москви. Један од циљева синдиката био је борба против неписмености и формирање школа на ромском језику. Године 1926. добила је налог да са колегом, ромским песником и преводиоцем, Николајем Панковим изради абецеду за ромски језик.
На ћирилици су засновали дијалект руских Рома. Овом абецедом писана је велика количина ромске литературе (преко 300 књига између 1927. и 1938. године). Међутим, овај утицај је опао углавном у Москви и неколико градова Совјетског Савеза, и завршио се 1938. године када се званична совјетска политика према Ромима променила из третмана као засебног народа који би требало да се развија као саставни елемент совјетског друштва до интеграционизма. У раним данима Совјетског Савеза објављени су многи буквари на тему образовања Рома за употребу не само у ромским школама, већ и за одраслу неписмену ромску популацију. Дударовин буквар Nevo Drom: Bukvaryo Vash Bare Manushenge био је један од првих.
Дударова и Панков били су уредници књижевне и друштвене рецензије Nevo Drom (Нови пут) и учествовали су у објављивању популарних алманаха у којима је Дударова објављивала песме за децу прожете социјалистичком идеологијом. У то време помагала је и у превођењу дела Александра Пушкина на ромском језику и руководила је културно-друштвеним клубом Loly Cheren (Црвена звезда). Путовала је државом држећи предавања о образовању, наводним злочинима, вери, хигијени и женским правима.
Од 1930-их предавала је ромски језик у позоришту Ромен, у Москви, и радила као уредник књижевности за децу. После Другог светског рата, Совјетски Савез се одрекао свих програма на ромском језику и Дударова је изгубила популарност. Преминула је 1992. у Москви.